# Дериберін Олександр Павлович
Олександр Павлович Дериберін (нар. 25 лютого 1967, Майкоп, Адигейська АО, Краснодарський край, РРФСР) — радянський та російський футболіст та український футбольний тренер, виступав на позиції воротаря.

## Кар'єра гравця
Професіональну кар'єру розпочав у 1983 році в майкопській «Дружбі», яка виступала у Другій союзній лізі.
У 1990 році перейшов у «Спартак» з Анапи, далі грав у бєлорєченському «Хіміку» та в «Еталоні» з Баксан. Після розпаду СРСР «Дружба» стартувала в Першому дивізіоні.
У першому розіграші Кубку Росії він разом з одноклубниками дійшов до півфіналу, де майкопчани поступились майбутнім володарям кубку московським «торпедівцям», а сам Дериберін провів повний півфінальний матч, пропустивши лише один м'яч на 21-й хвилині від Дмитра Прокопенка. 
Потім виступав на аматорському рівні, грав за бєлорєченський «Путєєц» у змаганнях КФК (1995), а також провів 1 матч за гайворонську «Зорю».

## Кар'єра тренера
Після завершення футбольної кар'єри працював тренером київського Республіканського вищого училища фізичної культури. Після того як перейшов тренувати клуб Другого дивізіону «Мострансгаз» з Москви взяв п'ятьох гравців з України, серед яких був й Ігор Ощипко. У 2002—2003 роках допомагав тренувати київський КНЕУ. Далі працював у «Ниві» з міста Вінниця та «Нафкомі» з Броварів. У 2008-2010 роках тренував юнацьку збірну України. 1 липня очолив кіровоградську «Зірку», однак у вересні 2010 року в зв'язку з незадовільними результатами команди подав у відставку з поста головного тренера. 12 липня 2011 року замінив анатолія Бєлая на посаді головного тренера чернігівської «Десни». До зимової перерви команда займала друге місце в групі «А» Другої ліги. У березні 2012 року «Десну» очолив Олександр Рябоконь, а Дериберін отримав посаду спортивного директора. Влітку пішов з чернігівської команди. У січні 2014 року керував збірною вільних агентів на Меморіалі Макарова. З липня по вересень 2016 року працював головним тренером майкопської «Дружби». З вересня 2016 року тренує воротарів у бакинському «Нефтчі».

## Досягнення
«Дружба»
- Кубок Росії
  - 1/2 фіналу (1): 1992/93